# اندروماخس

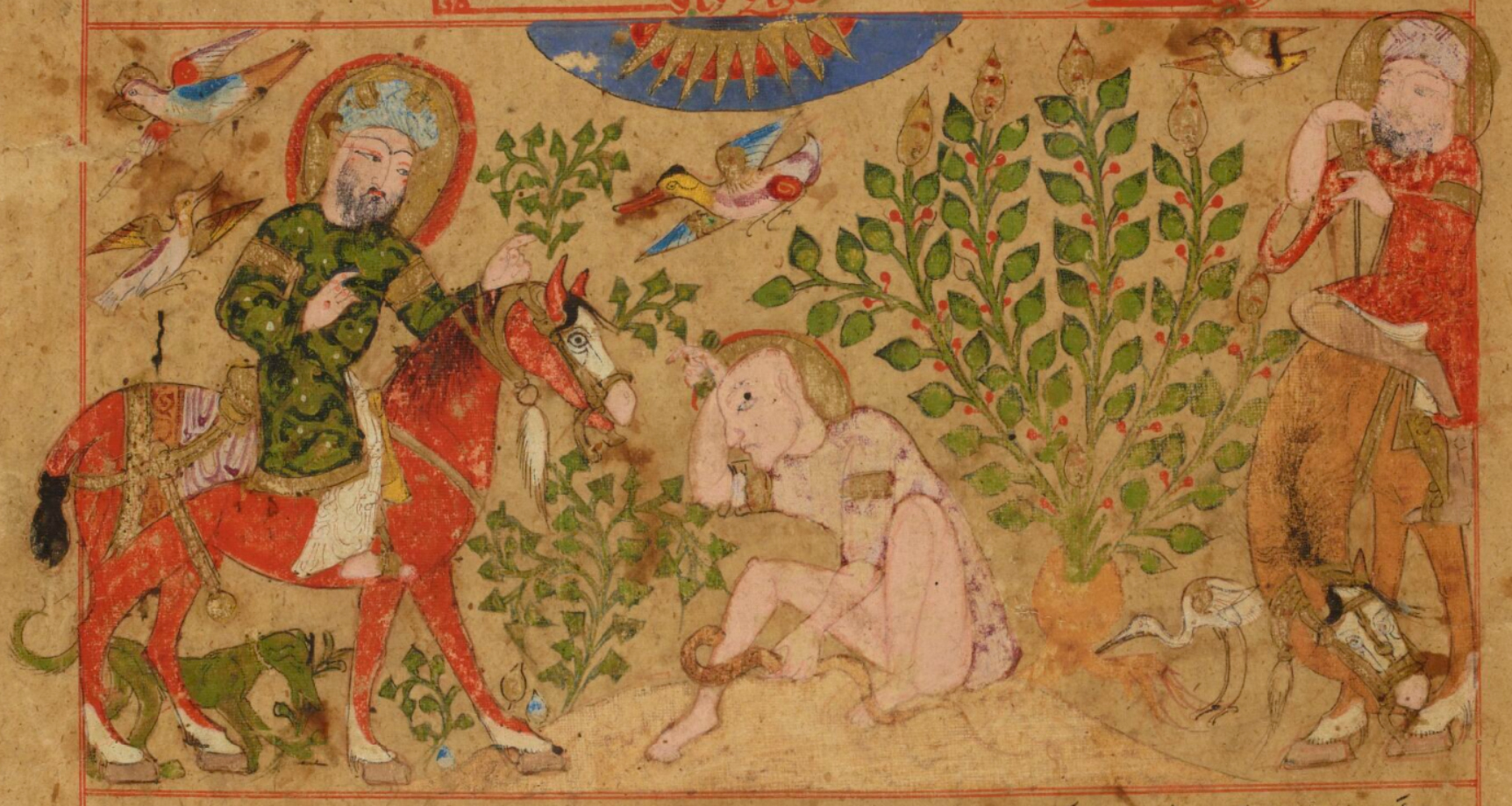
تصویر اندروماخس در کتاب التریاق در سوریه نوشته شده به سال ۱۱۹۹ که او را در حال رسیدن بر بالین بیماری که او را مار نیش زده نشان می دهد..

اندروماخس (به یونانی: Ἀνδρόμαχος؛ قرن اول) نام دو پزشک یونانی، پدر و پسر بود که در زمان نرون زندگی می کردند.

## اندروماخس پدر
اندروماخس بزرگ در جزیره کرت ایتالیا به دنیا آمد و پزشک نرون در سالهای ۵۴–۶۸ پس از میلاد بود. او اولین کسی بود که عنوان آرشیار(Archiater - پزشک ارشد پادشاه) به او اعطا شد و این باعث شهرت او گردید. او همچنین مخترع یک پادزهر جامع است. بک داروی مرکب که به نام تریاق فاروق یا تریاق کبیر مشهور است و به همین دلیل مورد ستایش و تحسین بسیار قرار گرفت. قبل از اختراع تریاق فاروق، تریاق مختص مثرودیطوس بود. این تریاق مدتها از شهرت زیادی برخوردار بود. اندروماخس دستور ساخت آن را در یک شعر مرثیه یونانی گنجانده که متشکل از ۱۷۴ بیت می‌باشد و آن را به نرون تقدیم کرده و برای ما به یادگار گذاشته‌است. جالینوس سعی داشت با افزودن و کاستن چند دارو در این ترکیب اسم خود را در ردیف سازندگان آن قرار دهد! جالینوس می‌گوید که اندروماخس این شکل از بیان را بخاطر این انتخاب کرده‌است که راحت تر از نثر به یاد می‌ماند و احتمال تغییر در آن کمتر است. صلاح الدین اسکولی پزشک ایتالیایی قرن پانزدهم، اصرار دارد که این دارو مختص اندروماخس است و نه جالینوس. برخی تصور می‌کنند که او نویسنده اثری در داروسازی است، اما این موضوع به‌طور کلی به پسرش، اندروماخس کوچک نسبت داده می‌شود.

## اندروماخس پسر
اندروماخس پسر احتمالاً پزشک یک امپراتوری بوده‌است. از وقایع زندگی او اطلاعی در دست نیست، اما به‌طور کلی تصور می‌شود که او نویسنده اثری در مورد داروسازی در سه جلد بوده‌است، این موضوع بسیار مکرر و از زبان جالینوس نقل می‌شود، اما تنها چند بخش از آن بجا مانده‌است.

## پانوبس
1. ↑  Pancaroǧlu, Oya (2001). "Socializing Medicine: Illustrations of the Kitāb al-diryāq". Muqarnas. 18: 155–172. doi:10.2307/1523306. ISSN 0732-2992.
2. ↑  مشارکت‌کنندگان ویکی‌پدیا. «Andromachus (physician)». در دانشنامهٔ ویکی‌پدیای انگلیسی، بازبینی‌شده در ۷ مارس ۲۰۲۳.
3. ↑  ابن جلجل، طبقات الاطباء و الحکماء، ۱:‎ ۹۶.
4. ↑  ابن سینا، قانون در طب، ۵:‎ ۲۴۲.
5. ↑  ابن سینا، قانون در طب، ۵:‎ ۲۳۵.